# Trampbil

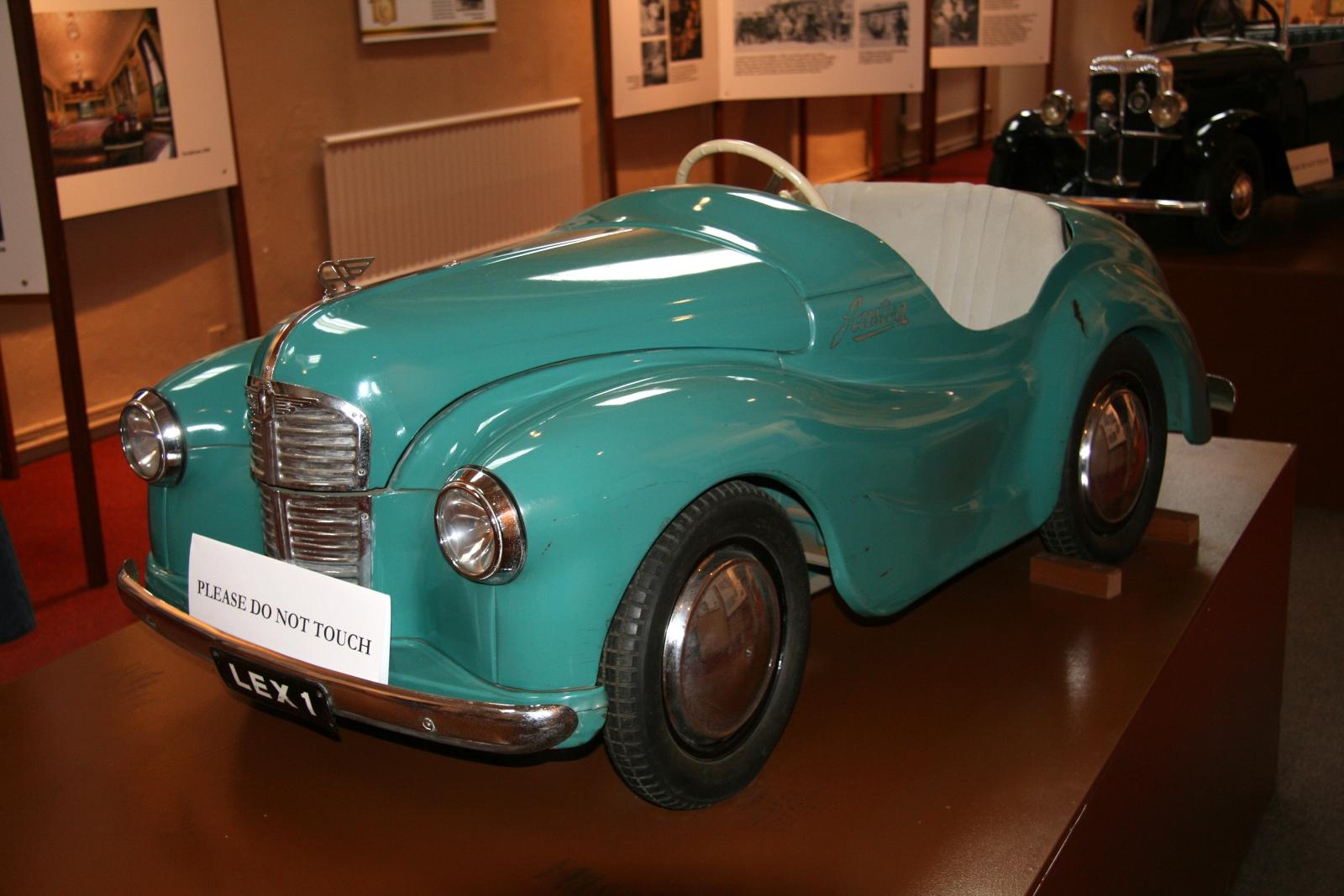
En trampbil.

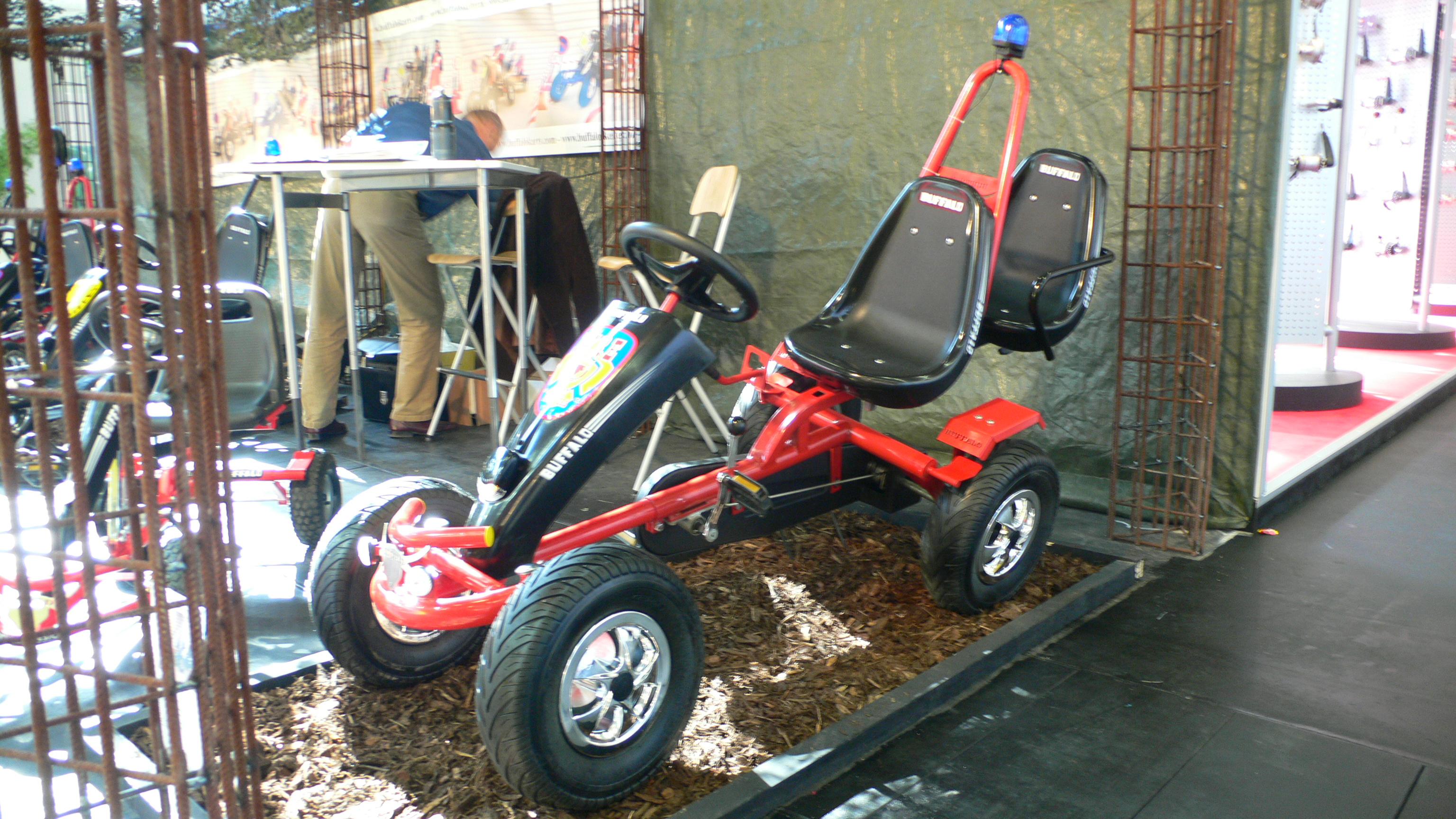
En trampbil av märket Kettcar.

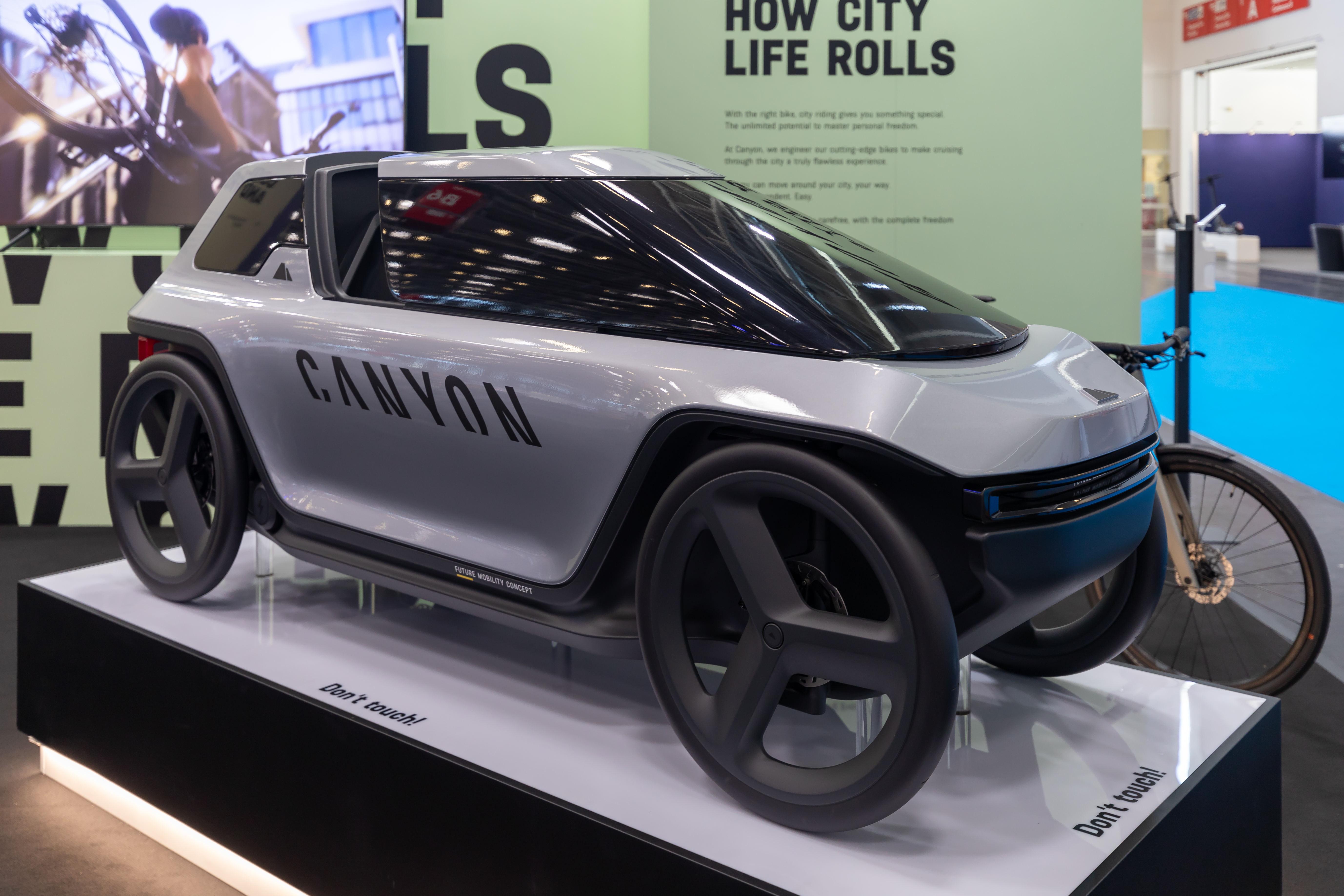
Canyon Future Mobility Concept.

Trampbil är ett speciellt för barn framtaget fordon. Fordonet drivs genom pedaler, sedan 1960-talet då Kettcar började tillverkas, drivs trampbilar ofta likt en cykel med pedaler och en kedja som går till bakhjulen.
De första trampbilarna tillverkades i Tyskland kring 1900[källa behövs] och liknade riktiga bilmodeller i mindre format. En av dessa tidigare tillverkare var Löffler i Hamburg som år 1910 hade sju olika modeller i sitt sortiment.
Ordet trampbil är troligen belagt i svenska språket sedan 1930-tal.